# Doom (videójáték, 2016)
A Doom (vagy Doom 2016, stilizálva DOOM, korábbi címén Doom 4) a Doom-sorozat negyedik része, amelyet az Id Software fejlesztett, és a Bethesda Softworks kiadásában 2016. május 13-án jelent meg.

## Fejlesztés
A Doom fejlesztésének elkezdését 2008. május 7-én jelentette be az id Software. Csak és kizárólag az id fejlesztette a játékot és nem adta ki a kezéből a projektet. 2008-ban John Carmack egyik beszédében azt mondta a QuakeCon-on, hogy minden eddiginél jobban kidolgozzák a játék többjátékos részét, amely az id Tech 6 motort fogja használni.
2009. április 10-én a GameSpot leközölt egy interjút Todd Hollenshead-del, az id Software vezérigazgató-tisztviselőjével, melyben azt mondta, hogy „nagy erőkkel dolgoznak” a Doom 4-en, továbbá azt is kijelentette, hogy a játék nem egy elő-epizód lesz. A játékon dolgozó fejlesztőcsapat viszonylag újnak számít és az id folyamatosan toboroz embereket a csapatba. A GameSpot arra való kérdésére, hogy „most a Doom 4 egy folytatás, egy újraindítás, vagy esetleg egy elő-epizód lesz? Esetleg mind a hat?”, ezt válaszolta Hollenshead:
A mindenit, ez jó kérdés. Nem a Doom 3 folytatása, de nem is egy új rész. A Doom 3 tulajdonképpen egy újraindítás volt. Ez a rész az előzőektől eltérő lesz, és ha megmondom, hogy miért, akkor nem fognak örülni nekem a többiek. Szóval ezt a kérdést nyitva kell hagynom.
Végül a Doom egy reboot lett.
A 2009-es QuakeCon-on Hollenshead bejelentette, hogy nem fog semmilyen információ megjelenni a Doom 4-ről egészen a 2010-es QuakeCon-ig.
A 2012-es QuakeCon-on sem jelentették be a pontos időpontot. Ennek oka az volt, hogy John Carmack szerint a Rage-et is túlságosan korán jelentették be, így az emberek félreértették a posztapokaliptikus FPS lényegét. Ezt a Doom 4 esetében el akarta kerülni az id (A Doom 4 csak akkor mutatkozik be, ha tényleg értelme lesz leleplezni, és csakis akkor jelenik meg, "amikor kész lesz". – mondta Carmack).
A 2015-ös E3-on a Bethesda és az id Software egy rövid játékbemutatót mutattak, és megmutatták az új Doomban rejlő adottságokat.

## A játékról
A játék 2016. május 13-án jelent meg PC-re, PlayStation 4-re, Xbox One-ra, majd a konzol megjelenése után nem sokkal Nintendo Switch-re is. A játék igen nagy sikert aratott, rengeteg érdekesség, látványosság és meglepetés található benne.

### Történet
A játék története úgy kezdődik, hogy a pokol erői megtámadták a Marsot. A UAC (United Aerospace Corporation) bázisait ellepték a démonok. A történet főhősének, Doomguy-nak (akit itt már Doom slayer-nek neveznek) végig kell küzdenie magát az egész marsi bázison, sőt még a poklon is, hogy megállítsa a gonosz dr. Olivia Pierce ármánykodásait, aki ezt az egészet eltervezte. Dr. Pierce megegyezett a démonokkal, hogy fegyvereket ad át nekik, míg ők az energiaellátáshoz szükséges erőt biztosítanak a bázison. Végül megtaláljuk őt, viszont a Pokol erői elárulták őt, és megátkozták. Utolsó szavai emberként: Pedig annyi mindent ígértek nekem. Ezután hosszú harc árán Hayden visszahoz minket a Marsra, ahol bebörtönöz minket, hogy ne avatkozzunk közbe, ugyanis ő folytatni akarja azt, amit Pierce elkezdett: a pokol erőforrásait felhasználni. Nem öli meg a slayert, hanem elküldi máshova és úgy gondolja, hogy egyszer még úgy is találkoznak.

### Ellenfelek
Miután kitör a káosz a Marson az alkalmazottak nagy része démonná változik és a kapu megnyílik a pokol teremtményei számára is.
- Possessed Scientist – A leggyengébb ellenfél a játékban. Sok helyen összefuthatunk vele a bázisokon. Jellegzetes ismertetőjegyük, hogy fejükön egy szem nélküli üreg található.
- Possessed Engineer – Ezek a lángoló ellenfelek, amint megközelítik a játékost felrobbannak. Képesek felgyújtani más ellenfeleket is.
- Possessed Security – A legerősebb ellenfél a Possessed csoportból, ugyanis erős pajzsot is képesek használni. Erős lézeres energia lövéseik igen nagyokat tudnak sebezni.
- Possessed Soldier – Hasonlóak a Possessed Securityhez, ám ezek az ellenfelek pajzs nélkül támadnak.
- Unwilling – Az Unwillig a possessed szörnyek azon fajtája, amely a Pokolban található meg! Viszont, ha Olivia megnyitja a kaput a Pokolba, már a Mars bázisain is összefuthatunk velük.
- Imp (2016) – A második megismert ellenség a játékban. Képesek igen gyorsan ugrálni és tűzlabdákat dobálni.
- Hell Knight (2016) – A legerősebb ellenfelek egyike, ugyanis erőteljes ütéseik és lecsapásaik komoly kárt tehetnek a karakterünkben. A feje a leggyengébb pontja.
- Revenant (2016) – Szintén egy erős ellenfél. Ez a csontvázszerű démon képes rakétákkal lövöldözni és jetpack segítségével röpködni is. A jetpack a leggyengébb pontja.
- Baron Of Hell (2016) – A legnagyobb ellenfél a Mancubus mellett. Képes hatalmas lecsapásokkal és zöld lövedékekkel dobálózni. Ajánlatos a láncfűrész használata, amikor csak lehet!
- Cacodemon (2016) – Egy nagy rózsaszínes piros fej. A gyenge pontja az egyetlen szeme. Képes tűzlabdákkal lövöldözni.
- Pinky Demon (2016) – Egy igen vad és gyors démon a játékban. Sokszor igen nagy meglepetést tud okozni. Testét erőteljes páncél védi a fejétől a gerincéig, így ajánlatos a farkát és háta táját lőni.
- Spectre (2016) – A Pinky Demon egy fajtája. Olyanok, mint egy füstfelhő. Sokkal gyengébbek, mint a Pinky Demonok!
- Summoner – Egy idéző. Képes szörnyeket idézni a semmiből és erős energialövedékeket lövöldözni a karakterünkre. Igen szívós ellenfél, mivel képes gyors teleportálásokkal elmenekülni.
- Lost Soul (2016) – A visszatérő kis lebegő koponya. Képes nekünk repülni és sebzést okozni. Mikor nem észlel semmit kékben ég.
- Mancubus (2016) – Régebbi nevén fatso, a Doom játékok legnagyobb ellenfele (a főellenfeleken kívül). Képes lángcsóvákat lőni az ellenfeleire. Van belőle zöld lángot lövő is. A leggyengébb pontja: a feje és a szíve.
- Hell Razer – A Hell Razer egy teljesen új típusú ellenfél a Doom játékokban. Kezükön erőteljes energiaágyú helyezkedik el. Igen szívós ellenfelek.
- Harvester – A Harvester a Single Player módban nem elérhető, hanem csak az Unto The Evil DLC-ben található a többjátékos módban. Egy a Summoner nevezetű szörnyhöz hasonló szörny, ám erőteljes lézersugarakat lő ki. Egy játszható szörny.
- Prowler – A Prowler a többjátékos módban elérhető játszható szörny, amely inkább az Imp kinézetére hasonlít.Elég jól lehet ezzel a szörnnyel taktikázni és mászkálni. Ez a szörny a sima többjátékos módban található, amelyet a karakter tud aktiválni.

### Főellenfelek
A játékban nagy jelentőséget jelentenek a főnöki osztályú ellenfelek. Ezek egy bizonyos fordulópontot adnak a játékban.
- Hell Guard – Ezekkel a szörnyekkel egy arénában küzdhetünk meg. Irányítójuk egy féreg, ami valahol a mell felé helyezkedik el. Képesek zöld energiagömböt vonni maguk köré, és ugyanilyen energiasugarakat lövellni ránk. A tüzet is képesek irányítani.
- Cyberdemon (2016) – A második legerősebb főellenfél a Doom (2016) történetében. Képes erőteljes rohanásokkal, de akár rakétazáporral is fogadni a játékost. A játékból kiderül az azonosító száma: CD 587.
- Spider Mastermind – Más néven Spider Demon. Olivia Pierce megtestesülése. Miután legyőzzük a gigantikus Cyberdemont, el kell jutnunk hozzá, és le kell győznünk őt is. Gyenge pontja: az agya. Igen erős támadásai vannak: Elektromos mező, lézer támadás, golyószórás, fejjel lefelé való lövöldözés stb...

### Szereplők
A mai játékok már elképzelhetetlenek szereplők nélkül. Mint, ahogy sok játékban, itt is elengedhetetlenek a szereplők.
- Doomguy – A történet igazi főhőse. A fő karakter, akivel akciónkat hajtjuk végre a marsi bázisoktól, egészen a pokolig. Azt is megtudjuk, hogy a játékbeli neve Doom Slayer, akit a Pokol erői teremtettek, ám amiért ezt tették vele, megharagudott, így elkezdett a démonok ellen lázadni. Megállíthatatlan volt, ezért a Titán megküzdött vele. Miután legyőzte a Titánt, a démonok papja ráomlasztotta a templomot és bezárta egy koporsóba, amire egy jelet rakott rá, hogy a démonok tudják, hogy sose nyissák ki. Ám minden megváltozik, mikor Dr. Samuel Hayden elvisz minket a Marsra, hogy megállítsuk a démoni inváziót. Olivia ezt nagyon rossz néven veszi, így mindent elkövet, hogy megállítson minket.
- Samuel Hayden – A marsi bázis „feje”. Gazdag, tekintélyes, régi és megbecsült családból származik. Ő vállal minden felelősséget a bázison történtekért, illetve hasznos tanácsokat is ad a játékban. Halálos agydaganatot diagnosztizáltak nála, de életét azzal mentette meg, hogy agyát egy, az emberekhez képest sokkal nagyobb androidba ültette. A szerkezet körülbelül kétszerese egy normál embernek. Hayden, bár jószándékú, de a pokol erőforrásait továbbra is fel akarja használni az emberiség energiaszükségletének kielégítése érdekében.
- Olivia Pierce – Egy játék nem sokat ér főgonosz nélkül. Ő volt az, aki eltervelte ezt az egész démoni inváziót. Pierce Angliában született. Egy betegség miatt lebénult, de a bázison egy olyan műtétet hajtottak rajta végre, amelynek során egy titániumból készült szerkezetet illesztettek a testére, így újra járni képes. A műtét mellékhatásaként szörnyű fájdalmakat él át, de nem hajlandó igénybe venni a gyógyszeres fájdalomcsillapítást, mert attól tart, hogy a szellemi leépülését eredményezné.
- VEGA – Egy mesterséges intelligenciával rendelkező számítógépes „program”.
- UAC Beszélőember – Ezek a bázis különböző pontjain megjelenő hologramok, akik különféle dolgokat mondanak el.
- Démoni Hang – A démoni hang eredete nem derül ki, de azt megtudjuk, hogy Olivia beszél ezzel a félelmetes hanggal, valószínűleg ennek hatására indul el a démoni invázió.
- A Titán – A Titánt jelenleg csak maradványokban látjuk már a játékban, viszont megtudjuk, hogy megküzdött a játék főhősével.

### További tudnivalók
A játék során rengeteg a régi Doom sorozatokban előforduló dolgokkal találkozunk. Itt is feltűnnek a titkos helyek (Secret), és a hasonló tárgyak (Item).
- Automap Downloader – Ez a gépezet a térképet frissíti.
- Explosive Barrel – Robbanó hordó. A játék egy ismét visszatérő eszköze. Óvatosan használjuk a fegyverünket a közelében, mert a legkisebb szikrától is felrobban.
- Model Babák – A gyűjthető titkos tárgyak közé tartoznak. Mindig el vannak rejtve a pályákon.
- Datalog – A Datalog, vagy információs log bizonyos információval látja el a játékost.
- Drone – Ezek a bizonyos drónok, amelyek képesek valamilyen fegyverképességeket adni a játékosnak, amilyen például a robbanó lövés vagy a távcső a fegyverre.
- Keys – Az összes Doom sorozatban, sőt a Wolfenstein 3D-ben is megtalálható elemek a kulcsok. Ezek kellenek ahhoz, hogy a játékosok átmenjenek az adott pályán. Két fajtájuk van: Kulcs és Koponya. Háromféle színben létezhetnek: piros, kék, sárga.
- Bizonyos testrészek – Ez egy igen új eleme a Doom játékoknak. Ahhoz, hogy azonosíts egy kézlenyomatot szükséged van az illetékes ember kezére. Ilyenkor a hologramok alapján kell megtalálnunk az emberünket, majd szó szerint letépnünk a kezét, vagy, ha közel van odaraknunk.
- Élettöltő műszerek – Ezek a műszerek sok helyen megtalálhatók. Amint a játékos közel lép aktiválódik, és a kezét beletéve jóváírja az életet.
- Upgrade Point – Fejlesztési pontok. Ezeket különböző helyeken szerezhetjük meg. Fegyverbe és páncélba is alkalmazhatók, de akár növelhetjük az életet, lőszert, vagy a páncélzatot.
- Gore Nest – Ezek bizonyos démoni kapuk, amelyek likvidálása után szörnyek teleportálnak elő.
- Cyberdemon „Szíve” – Amikor először legyőzzük a Cyberdemont, akkor kitépjük ezt a cső alakú tárgyat és eldobjuk. Így ismét átkerülünk a pokolba.
- Praetor Suit – A főhősünk páncélzata, amit a játék elején szerzünk meg.
- Hologram Kezelők – Ezek a gépek, mint egy biztonsági kamera rögzít mindent. Viszont nem monitoron nézhetjük végig őket, hanem élő hologramon.
- Doom Régi Sorozatbeli Pályák – Az új Doom tele van titkos helyekkel, köztük olyan karokkal, melyeket, ha meghúzunk kinyílik egy titkos ajtó és a régi Doom 1 vagy 2 pályáin (vagyis annak részletein) szaladgálhatunk.
- Beszélő Kövek – A Pokolban megtalálhatók ezek a zöld kövek, amelyet, ha aktiválunk megtudjuk a játékos igazi történetét.
- Crucible – A Crucible, egy központi eleme a játéknak, ugyanis a Doom Slayer (vagyis Doomguy) ennek segítségével győzte le a hatalmas Titánt. A Crucible egy kard, amelyet Hayden nagyon meg akart szerezni.
- Argent Cell – hatalmas erővel rendelkező erőgömbök, amelyekkel növelni tudod a lőszert, az életet, és a pajzsot.
- Delta V Ugró-Cipők – Az egyik legfontosabb tárgy a játékban. Hayden prototípusként fejlesztette, amikor felvesszük képesek vagyunk már a double jumpra is.
- Challenge Kő – A Challenge kövek olyan különös bónuszküldetések, amelyek teljesítése után rúna nevezetű tárgyakat kapunk, amelyek bónuszokat adnak nekünk!
- Rúnák – A Challenge küldetések teljesítése után kapjuk meg ezeket a tárgyakat. Bizonyos bónuszokkal látják el karakterünket.

### Fegyverek
Ezekről nem lehet sok mindent mondani. Mindenki ismeri őket.
- Chainsaw (2016) – A legbrutálisabb fegyver, ami a kezünkbe kerülhet. Lőszer: Üzemanyag.
- Pistol (2016) – Avagy UAC EMG Sidearm. A alap fegyver a játékban. Ám attól, hogy valami gyenge, még lehet hasznos is. Végtelen lőszer található benne.
- Combat Shotgun – Sokak által kedvelt fegyver a játékban. Hiszen nagyon sokan használják. Lőszer: Sörétek.
- Super Shotgun (2016) – A Combat Shotgun erősebb társa. Egy töltény helyett kettőt lőhetünk vele ki. Igen erős fegyver. Lőszer: Sörétek.
- Chaingun (2016) – Ki nem ismerné a régi Doom sorozatok és Wolfenstein 3D sorozatok jó forgótárasát. Lőszer: Töltények.
- Heavy Assault Rifle – Egy igen jó fegyver, ha fejlövéseket akarunk adni. Ez azért jó, mert scope-ot rakhatunk fel rá. Lőszer: Töltények.
- Plasma Rifle (2016) – Plazma Ágyú. A visszatérő gyilkológép. Lőszer: Energia Cellák.
- Gauss Cannon – Egy hasznos fegyver, ám sok lőszert fogyaszt. Lőszer: Energia Cellák.
- Rocket Launcher (2016) – A régi tökéletes fegyver a Doom sorozatokból. Lőszer : Rakéta.
- Frag Grenade (2016) – A kézi gránát először a Doom 3-ban jelent meg. Most itt is használhatjuk ezt a hasznos eszközt.
- BFG 9000 (2016) – A legjobb, a legerősebb, a legpusztítóbb. Így lehetne leírni a legyőzhetetlen BFG 9000-t. Lőszer: BFG Energiagolyó.

### Pályák
Itt a játék összes pályáját látjátok felsorolva.
A pálya neve, Helyszín, A régi Doombeli pálya neve.
1. Rip & Tear (The UAC) (Entryway)
2. Know Your Enemy (Resource Operation) (Hangar)
3. Meltdown (Foundry) (Nuclear Plant)
4. Beginning of the End (Argent Facility) (Toxin Refinery)
5. Argent Tower (Argent Energy Tower) (Halls of the Damned)
6. Into the Fire (Kadingir Sanctum) (Slough of Desapir)
7. Hell on Mars (Argent Facility (Elpusztított) (Underhalls)
8. A Brighter Tomorrow (Advanced Research Complex) (Phobos Lab)
9. Lazarus (Lazarus Labs) (Tower Of Babel)
10. Titan´s Realm (Titan´s Realm) (House of Pain)
11. The Crucible (The Necropolis) (Phobos Anomaly)
12. I am VEGA (VEGA Control Processing) (Command Control)
13. The Well (Argent D´Nur) (Pandemonium)

### Multiplayer
A játéknak van egy Multiplayer (magyarul: Többjátékos) módja, amely szintén új meglepetéseket rejteget a Skulltag vagy a Doom 3 Multiplayer módja óta.
1. Különböző játékmódok

A legtöbb Multiplayer rejteget különböző módokat. A Doom 4 pontosan hat ilyet tartalmaz. Ezek sorrendben Team Deatmatch, Clan Arena, Freeze Tag, Domination, Warpath, Soul Harvest. 
1. Játszható Szörnyek

A legnagyobb újdonság a többjátékos módban. Ha találunk egy bizonyos Demon Rune nevezetű tárgyat, akkor képesek vagyunk bizonyos szörnyekké átváltozni. Ezek a szörnyek felsorolva:
Revenant, Baron Of Hell, Mancubus, és egy csak a többjátékos módban megtalálható szörny a Prowler. A játékosok viszont addig nem tudnak életerőt és egyéb képességeket (Power Up) felszedni, amíg szörnyé vannak változva
1. Különböző erejű Power Up-ok

Egy régi megszokott dolog, hogy a játékban bizonyos képességnövelők vannak (ilyen például a Skulltag nevezetű Doom mód Rage nevezetű power up-ja), amiket, ha felveszünk növelik a képességünket. A Doom 4-ben ilyen például a Quad Damage (sebzésnövelő), Invisibility (láthatatlanná tesz), Regeneration (regenerálódás), illetve az egyjátékos módban is megtalálható Berserk (nagyon erőssé teszi a kezeid), és az Invulnerability (halhatatlanná tesz). Illetve ide tartozik a Haste is.
1. Csak többjátékos módban elérhető fegyverek

Itt több új fegyver is található, amelyek az egyjátékos módban nem.
- Burst Rifle – Egy erős ismétlő lövésű fegyver, amely képes háromszor lőni egymás után.
- Hellshot – Egy automatikus démoni fegyver, amely képes másodlagos tűzerőre tűzsebzést adni.
- Lightning Gun – Erős energia fegyver, amely képes energialöveteket lövellni.
- Vortex Rifle – Egy erős lézeres távcsöves (sniper) puska, amely energiát képes feltölteni, amint rácélzunk (zoom) az ellenfélre.
- Static Cannon – Egy fegyver, amely képes emelni a sebzésünket.

### Érdekességek
A Doom egy nagy érdekessége a visszatérő Easter Eggek. A Pokolban megtalálhatunk egy kisebb utalást a régi Commander Keen nevezetű játékra. Egy kis fickót találhatunk meg, ha ügyesek vagyunk, illetve az egyik legjobban észrevehető visszatérő szereplő az Icon Of Sin (vagyis a Bűn Ikonja), amit szintén a Pokolban találunk. Ez visszautalás a Doom II: Hell on Earth nevű játékban lévő főellenségre. A másik dolog, ami egyesek számára érdekes: nincs Pain Elemental nevű ellenfél a játékban. Ez az egyetlen olyan Doom sorozat, amiben nincs benne (a Doom 3-ban szintén nincs benne, de már tölthetünk le olyan módot, ami berakja őt is a játékba). Itt sem maradhatott ki a konzol, ugyanis szintén működnek a régi Doom kódjai. (Tehát: idkfa, iddqd, stb...).

### Gépigény
Itt látjátok a Doom (2016) gépigényét. 
Minimális gépigény:
CPU:
Intel Core i5-2400/AMD FX-8320 vagy jobb
RAM:
8 GB RAM
GPU:
NVIDIA GTX 670 2GB/AMD Radeon HD 7870 2GB vagy jobb
OS:
Windows 7/8.1/10 (64-bit verziók) 
Tárhely:
55 GB elérhető lemezterület
Hálózat:
Széles sávú internet kapcsolat
Ajánlott gépigény:
CPU:
Intel Core i7-3770/AMD FX-8350 vagy jobb
RAM:
8 GB RAM
GPU:
NVIDIA GTX 970 4GB/AMD Radeon R9 290 4GB vagy jobb
OS:
Windows 7/8.1/10 (64-bit verziók)
Tárhely:
55 GB elérhető lemezterület
Hálózat:
Széles sávú internet kapcsolat
Megjegyzés: Igényel Steam aktiválást és széles sávú internet kapcsolatot szükséges a következő módokhoz: Multiplayer and SnapMap!

### DLC-k és frissítések
Itt láthatjátok a Doom (2016) kiadott DLC fájllait és frissítéseit, illetve módjaikat.
1. Hell Followed (DLC)
A Hell Followed egy többjátékos módhoz készült DLC, amely rengeteg újdonságot tartogat. Lássuk mik ezek:
Három új pálya
A játékosok három új pályán küzdhetnek meg egymással. Ezek sorrendben: Orbital, Molten, Argent Breach.
Új fegyver és új power-up
Egy új fegyver és egy új power-up az, amivel bővült a játék. A Reaper (avagy Kaszáló)egy új erős fegyver és a Threat Pulse, egy új power-up, amely segít a könnyű vadászatban, ugyanis, amíg használatban van láthatjuk vele az ellenfelünk testhőmérsékletét. 
Egy új játszható szörny
Szintén, ha felveszünk egy Demon Rune nevezetű power-upot, akkor átalakulhatunk. Itt jön a képbe a Cacodemon. Mostantól egy Cacodemon szemszögéből is játszhatunk.
Új páncélkinézet 
Egy új páncélkinézet került ebbe a DLC fájlba. Mostantól a páncélunk egy Cyberdemon kinézetére hasonlít.
Ezen kívül bekerültek új mozdulatok is.
2. Unto the Evil (DLC)
Az Unto the Evil egy többjátékos módhoz készült DLC, amely rengeteg újdonságot tartogat. Lássuk mik ezek:
Három új pálya
A játékosok három új pályán küzdhetnek meg egymással. Ezek sorrendben: Cataclysm, Offering, Ritual.
Új fegyverek
Két új fegyverrel bővült a többjátékos mód, ugyanis mostantól Kinetic Mine (magyarul Kinetikus Aknák) nevezetű tárgyakat rakhatunk le, amely igen szép hatást mutat, illetve egy UAC EMG Pisztoly is bekerült, ami vörös színű (tehát nem az egyjátékos módban lévő kék az!).
Egy új játszható szörny
Szintén, ha felveszünk egy Demon Rune nevezetű power-upot, akkor átalakulhatunk. Itt jön a képbe a The Harvester. Mostantól egy The Harvester szemszögéből is játszhatunk. A The Harvester egy teljesen új szörny, amely hasonlít a Summoner nevezetű szörnyre.
Új páncélkinézet 
Egy új páncélkinézet került ebbe a DLC fájlba. Mostantól a páncélunk egy Robotikus kinézetére hasonlít.
Ezen kívül bekerültek ide is új mozdulatok.
3. Frissítések
A Multiplayerekbe a következők kerültek be:
Egy zászlós mód. Elhelyezhető tárgyak és elhelyezhető ugró rámpa. Fegyver kerék. Arcade Mód. Két új többjátékos mód. (Bloodrush és Possession, a Possession módban az új Prowler szörnyek ellen kell küzdeni.) Illetve a régi Doom 1- es pályákon való ölögetés.
4. Bloodfall (DLC)
A harmadik DLC, amely 2016. december 15-én jelent meg. Több újdonság került bele. Ezek:
Három új pálya
Újabb három pálya, amelyen a játékosok harcba szállhatnak egymással! A játékosokra vár a Empyrian, Boneyard és az Outbreak.
Új fegyverek
Jelenleg csak egy új fegyver került be a játékba, ami nem más, mint a híres Gránátvető.
Egy új játszható szörny
Ahogy megszokhattuk, ha felveszünk egy Demon Rune nevű tárgyat, akkor átváltozhatunk egy szörnnyé, de nem is akármilyen szörnnyé. Most a Spectre (2016) szemszögével láthatjuk a világot.
Új páncélkinézet 
Egy új páncélkinézet került ebbe a DLC-be, ami a Cultist (vagyis Hívő) névre hallgat, és ehhez tartoznak a kivételes hanghatások és mozdulatsorok, mint a Blood nevű játékban.
Új felszereléstárgy
Egy új tárgy került ebbe a DLC-be, ami a jet bakancs, avagy a Lateral Thrusters, amivel a játékos képes szabadon "repülni".